# 아빠와 크레파스
《아빠와 크레파스》는 배따라기의 1985년 싱글 음반이다. 일반적으로 동요로 더 잘 알려져 있으나, 대중가요로 발매된 앨범이다. 4분의 4박자로 쉬운 리듬이나 내용이 서정적인 것으로 평가된다. 여기서 4분의 4박자는 동요에서 주로 사용되는 박자로 아빠와 크레파스가 동요로 불릴 수 있게 만들었다.

## 배경
이혜민 단독의 음악 프로젝트였던 배따라기는 1984년 양현경이 참여하게 되었는데, 《아빠와 크레파스》는 양현경의 불우했던 유년기에 대한 이혜민의 스토리텔링이 적용된 곡이다. 양현경은 우연히 20대 때 돌아가신 아버지의 얘기를 이혜민에게 하게 되었는데 이혜민은 이 이야기를 곡으로 만들게 되었다. 양현경은 초등학교에 입학하면서 아버지에게 크레파스를 부탁했으나, 어려운 형편으로 인해 그녀의 아버지는 초등학교를 졸업할 즈음이 되어서야 크레파스를 사다줄 수 있었다. 노래의 가사는 크레파스를 아버지에게 선물받은 아이가 아버지의 얼굴을 그리다가 잠이 들면서 꿈을 꾸는 내용이다. 
《아빠와 크레파스》의 가사는 심의를 거쳐 개사되었다. 처음의 내용은 다정한 아버지의 모습이 아닌 술에 취해 크레파스를 사다준다는 가사였으나 당시 공연윤리위원회가 술에 취한 아버지의 모습이 가족 질서에 어긋난다고 보아 가사를 바꿀 것을 요구한 것이다. 따라서 아빠와 크레파스의 가사는 술 취하신 모습이 아닌 다정하신 모습이라는 가사가 되었다. 이 노래를 작곡하는 데 있어 귀감을 제공한 양현경은 유흥업소와 밤무대에서 모습을 드러낼 수 없었다. 양현경이 아빠와 크레파스를 불러 아버지들이 자녀를 생각하여 집으로 돌아가는 것이 업소의 수익에 지장을 준다는 업주들의 판단에서였다.
동요 음반이나 아이들을 대상으로 한 콜라주 애니메이션의 삽입곡으로 쓰이며 동요로 불리게 되었다. 이는 아빠와 크레파스가 동요로 더 잘알려지는 계기가 되었다. 이후 이혜민은 《아빠와 크레파스》와 같은 이름의 가족 뮤지컬 공연에서 연출을 맡기도 했으며 그의 친척형인 이재민은 안무 연출을 맡았다.